# Hedy Burress
Hedy Burress (født 3. oktober 1973) er en amerikansk skuespiller.

## Biografi

### Opvækst
Hun blev født Heather Elizabeth Burress i Edwardsville, Illinois til forældre, der begge var lærere. Hun gik på Millikin University i Decatur, Illinois, før hun flyttede til Los Angeles, California i 1995. 

### Karriere
Burress har medvirket i en del tv-programmer og film siden 1996. 
Burress er kendt af videospil-spillere, da hun lægger stemme til den engelske udgave af figuren Yuna i Playstation 2 spillene Final Fantasy X og Final Fantasy X-2 (også kendt som Kingdom Hearts II). Burress gik til audition til rollen som Dorothy Wheeler i filmen Valentine, men rollen gik til Jessica Capshaw. 

## Filmografi
- Seduced By Madness (1996) – Brook Borchardt
- If These Walls Could Talk (1996) – Linda Barrows
- Foxfire (1996) – Madeline "Maddy" Wirtz
- Any Mother's Son (1997) – Kathy
- Los Años Bárbaros (1998) – Kathy
- Swing Vote (1999)
- Getting Personal (1999) – Melissa Parks
- Tick Tock (2000) – Anne
- Looking for Bobby D (2000) – Belinda
- Cabin by the Lake (2000) – Mallory McCall
- Valentine (2001) – Ruthie Walker
- Bug (2002) – Roy
- Death by Committee (2004) – Cindy
- Open House (2004) – Gloria Hobbs
- Silver Lake (2004) – Julie Patterson
- Han er bare ikke vild med dig (2009) – Laura

## Voice acting roles
- The Animatrix (2003) – Cis (segment "Program"), Yoko ("Beyond")
- Final Fantasy X (2001) – Yuna, Anima (menneskelig form)
- Final Fantasy X-2 (2003) – Yuna
- Final Fantasy Tactics: The War of the Lions (2007) – Agrias Oaks
- Kingdom Hearts II (2006) – Yuna
- Project Sylpheed (2007) – Sandra Redbird
- Valkyria Chronicles (2008) – Rosie, temasang sanger

## Eksterne links
- Hedy Burress på Internet Movie Database (engelsk)
- Hedy Burress på Scope
- Hedy Burress på Svensk Filmdatabas (svensk)
- Hedy Burress på AlloCiné (fransk)
- Hedy Burress på AllMovie (engelsk)
- Hedy Burress på Rotten Tomatoes (engelsk)
- Hedy Burress på The Movie Database (engelsk)
- Hedy Burress på Behind The Voice Actors (engelsk)
- Hedy Burress på MobyGames (engelsk)